# تاناه لوط

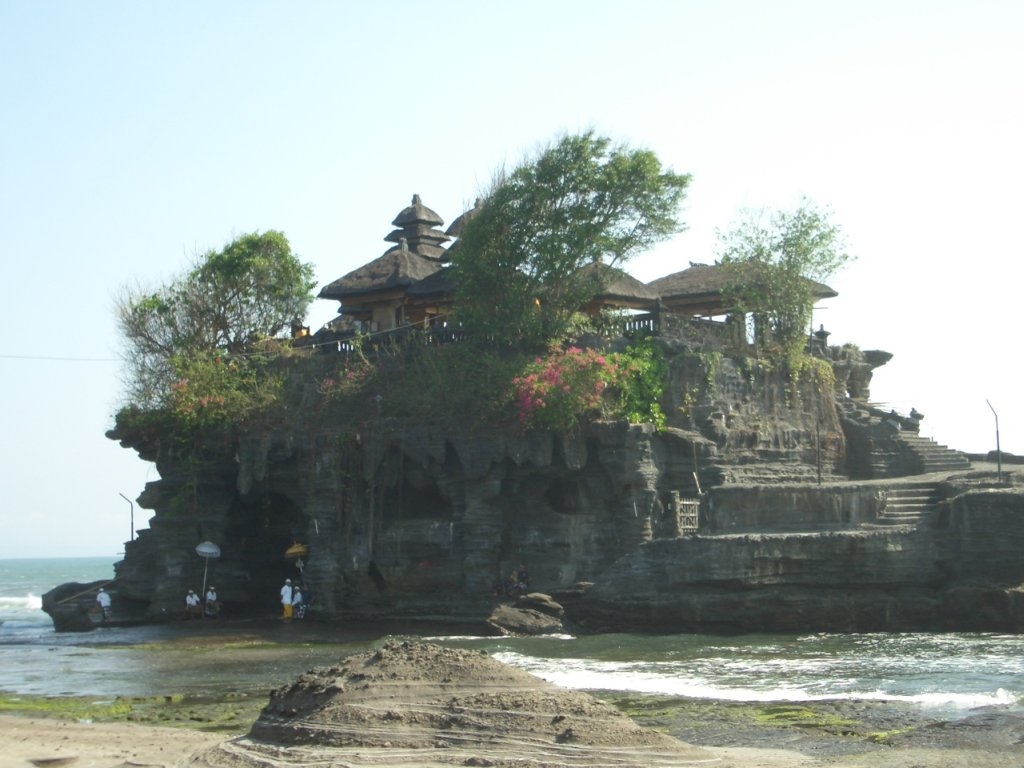

تاناه لوط تكوين صخري قبالة جزيرة بالي في إندونيسيا، بني فيه معبد يزوره السياح والعاشقين لفن التصوير.

## تاريخ
تاناه لوط تعني حرفيا (أرض في شرق البحر) في اللغة البالية، وتقع على بعد 20 كيلومتر من دينباسار، وهي عبارة عن معبد يجلس فوق صخرة كبيرة تشكلت على شاطئ البحر منذ مدة طويلة بسبب حركات المد والجزر.
المعبد بدأ في العمل في القرن 15 بوصية من الكاهن نيرارتا، وذلك حين كان في أحد سفرياته على طول الساحل الجنوبي للجزيرة، فرأى تلة صخرية جميلة أعجبته فقرر المبيت فيها تلك الليلة بعد أن استقبله صيادو تلك المنطقة أفضل استقبال ومنحوه عدة هدايا، وفي الصباح نصح أهل تلك المنطقة ببناء معبد فوق تلك التلة فهو أفضل مكان لعبادة إله البحر (معتقدات هندوسية). فبُني الساحل وأصبح واحدا من أشهر معابد البالي على مدى قرون، رفقه 7 معابد أخرى تصطف على طول الساحل الجنوبي الغربي.
و يعتقد أن ثعابين البحر السامة التي توجد تحت الصخور تعتبر حاميا للمعبد من الأرواح الشريرة، حيث أن الكاهن نيرارتا حين شيّد المعبد لمح ثعبانا كبيرا فأخبر السكان أنه حامي المعبد من الأشرار .

## ترميم المعبد
بدأت سنة 1980 الصخور تنهار وبدأت تتلف معها بعض أجزاء المعبد، وأصبحت حالته خطيرة، فقدمت الحكومة اليابانية قرضا إلى إندونسيا يقدر ب 800 مليار روبية للحفاظ على المعبد وباقي شواطئ جزيرة بالي ونتيجة لذلك تم إصلاح ثلث الصخور التي كانت ستنهار لولا مساعدة اليابان.

## السياحة
لقد أصبح اقتصاد البلدة منتعشا، لكثرة قدوم الناس لهذه البلدة من أجل الدخول إلى المعبد، الذي تصطف أمامه على طول الطريق عدة مطاعم ومراكز لبيع التذكارات مخصصة للسياح الأجانب.